# Sarah Varetto
Sarah Eugenia Varetto (Torino, 18 gennaio 1972) è una giornalista e dirigente d'azienda italiana.
È Executive Vice President Communication, Inclusion and Bigger Picture di Sky Italia. È stata per 8 anni direttore di Sky Tg24. Laureata in giurisprudenza, è stata autrice e conduttrice di programmi di economia e attualità per Rai, La7, Sky.

## Biografia
Dopo aver iniziato la carriera giornalistica nel 1992 come collaboratrice dell'emittente locale piemontese GRP (Giornale Televisivo del Piemonte), nel 1999 ha ricevuto il premio "Casalegno giovani" e nel marzo 2000 è diventata giornalista professionista.
Dopo un'esperienza alla RAI con programmi di Rai 3, Rai 2 e Rai News condotti da Alan Friedman, ha fondato con lui nel 2000 un portale web giornalistico dedicato all'economia denominato "miaeconomia.com", che nel 2002 è diventato anche un programma televisivo su LA7.
Nel 2003 è entrata a Sky TG24 come caporedattore, responsabile della rubrica di economia Sky TG 24 Economia. Nell'ottobre 2009 le è stato conferito il "Premio Tular".
Il 4 luglio 2011 è stata nominata direttore della testata Sky TG24, subentrando a Emilio Carelli. Sotto la sua direzione il canale si afferma il primo canale all news per ascolti in Italia anche grazie al lancio di Sky TG24 sul digitale terrestre; realizza il primo confronto nello studio di X Factor registrando ascolti record con 1,9 milioni di telespettatori e uno share del 6,22%. Rimarrà in carica sino alla fine del 2018.
Dal 1º gennaio 2019 è stata responsabile dei progetti giornalistici del gruppo Sky per tutti i Paesi dell'Europa continentale.
Nel 2020 Sarah Varetto ha assunto il ruolo di Executive Vice President Communication, Inclusion and Bigger Picture di Sky Italia. La nuova direzione si articola in quattro aree: Editorial & Product Communication, Corporate Communication, Internal Communication, Diversity Inclusion & Bigger Picture.

### Vita privata
Ha due figli avuti da Salvo Sottile che ha sposato nel 2004 e da cui si è separata nel luglio 2019.

## Premi e riconoscimenti
- 1999 - Premio Casalegno giovani
- 2009 - Premio Tular
- 2013 - Premiolino
- 2013 - Premio Sulmona - Targa d'oro
- 2013 - A Caserta riceve il premio "Buone Notizie - Civitas Casertana"
- 2016 - Premio Marisa Belisario